# Juez de Torres

La Cerdeña de los juzgados.

Este es la lista de los jueces que gobernaron el juzgado de Torres o Logudoro.
- Gonario I (1015–1038)
- Comita II (1038–1060)
- Torchitorio Barisono I (1060-1073)
- Andrés Tanca (1064–1073)
- Mariano I (hasta 1082)
- Constantino I (1082–1127)
- Gonario II (1127-1153)
  - Saltaro (1127), pretendiente
  - Ittocorre Gambella (1127–1140), regente
- Barisono II (1153-1186)

- Constantino II (1186-1198)
- Comita III (1198-1218)
- Mariano II (1218-1233)
- Barisono III (1232-1236)
- Adelasia (1236-1259)
  - Ubaldo Visconti (1236-1238), marido de Adelasia
  - Enzo de Cerdeña (1237-1259), marido de Adelasia
- Enzo de Cerdeña (1259-1272)
  - Regencia por Enzo de Cerdeña: Michele Zanche (?-1275)

A finales del siglo XIII el juzgado se dividió entre las familia genovesa de los Doria y de los Malaspina y el juzgado de Arborea.